# Mount Aspiring
Mount Aspiring är ett 3 033 meter högt berg på Sydön i Nya Zeeland. Det ligger lite väster om Sydalpernas huvudkedja, i Mount Aspiring nationalpark, ungefär 30 kilometer väster om Lake Wanaka. På maori är bergets namn Tititea. Namnet Mount Aspiring fick berget 1857. 
Berget bestegs första gången 23 november 1909 av major Bernard Head och guiderna Jack Clarke och Alec Graham. 
Mount Aspiring är Nya Zeelands högsta berg utanför Aoraki/Mount Cook regionen. Tre större glaciärsystem möts i anslutning till berget, Bonar Glacier som avrinner i Waiparafloden, och Volta Glacier och Therma Glaciers som båda avrinner i floden Waitoto. Waiparafloden är en biflod till floden Arawhata, och både Arawhata och Waitoto rinner västerut till havet mellan Haast och Jackson Bay.
Den mest använda rutten för att nå Mount Aspiring går genom West Matukituki Valley.